# Stropnik
Stropnik je priimek več znanih Slovencev:
- Črtomir Stropnik (1947–2013), kemik
- Franc Stropnik, vojaški ataše Kraljevine Jugoslavije
- Franc Stropnik (*1927), amaterski slikar, gojitelj ptic, imitator
- Ivo Stropnik (*1966), pesnik, mladinski pisatelj, urednik, kulturni organizator
- Jože Stropnik (1923 - 1982), zdravnik rentgenolog
- Jože Stropnik (*1947), strojnik, pedagog?
- Lojzka Stropnik (1921–2009), politična delavka (Ptuj...)
- Mladen Stropnik (*1977), vizualni umetnik (slikar, videast, konceptualni in performativni umetnik)
- Nada Stropnik, ekonomistka, demografka
- Rajko Stropnik (*1946), kantavtor
- Urška Stropnik (*1973), ilustratorka
- Zlata Stropnik-Črepinko (1923 - 2011), mikrobiologinja